# Experiencia Demente
Experiencia Demente fue una banda argentina de jazz rock liderada por Luis Alberto Spinetta, integrada también por Gustavo Bazterrica (guitarra), Luis Ceravolo (batería) y Rinaldo Rafanelli (bajo). Actuó en enero de 1979 en Mar del Plata y luego se disolvió cuando Spinetta viajó a Estados Unidos para grabar el álbum Only love can sustain. Se la considera la etapa final de la llamada Banda Spinetta, correspondiente al período jazzero de Spinetta.

## Biografía
Entre 1977 y 1979 Luis Alberto Spinetta estableció una fuerte relación con músicos de jazz para interpretar composiciones de fusión del rock con el jazz con predominio de lo instrumental, durante su llamado "proyecto jazzero".
En 1979 el último remanente de la "Banda Spinetta" forma Experiencia Demente,  una efímera agrupación que llegó a tocar en Mar del Plata en enero de ese año, Gustavo Bazterrica (guitarra) -quien venía de La Máquina de Hacer Pájaros-, Luis Ceravolo (batería) y Rinaldo Rafanelli (bajo) -quien venía de Polifemo-. El recital incluyó material que luego sería incluido en Spinetta Jade, la banda que Spinetta formaría en 1980.
La siguiente es la lista de temas interpretados por Experiencia Demente en Mar del Plata: 
1. Para ir
2. Kamikaze
3. Amor de primavera
4. Presentaciòn de la banda
5. Pájaro de fe
6. Ondas y caderas
7. Viento celeste
8. El sueño de Chita

"Kamikaze" sería el tema que daría nombre al cuarto álbum solista de Spinetta, lanzado en 1982. "Amor de primavera" es un tema de Tanguito que ya había tocado Invisible. "Pájaro de fe" es un tema de Bazterrica. "Ondas y caderas", tema de Spinetta que quedó inédito. "Viento celeste" integrará el repertorio de Spinetta Jade. "El sueño de Chita", otro tema spinetteano que quedará inédito, que cerraba con un largo solo de batería al que se le sumaba al final un diálogo entre la batería y el bajo.
El proyecto de Experiencia Demente se vio interrumpido cuando Spinetta debió viajar a principios de 1979 a Estados Unidos para grabar el disco Only love can sustain. A la vuelta, poco antes de finalizar 1979, Spinetta ya había emprendido el proyecto del retorno de Almendra y la formación de una nueva banda, Spinetta Jade, que desarrollaría un sonido que ya estaba en germen en Experiencia Demente.